# Estrella variable RR Lyrae
Las estrellas variables de tipo RR Lyrae, llamadas así porque el prototipo es RR de la Lyra, son estrellas de tipo espectral A al F que tienen cambios en su radio (pulsaciones radiales) con períodos de 0,2 a 1,2 días y amplitudes (cambios de brillo) de 0,2 a 2 magnitudes.
Son astros intrínsecamente bastante brillantes: su magnitud absoluta es próxima a 0,50 (compárese con la del Sol que es igual a la 4,81).
Tradicionalmente se denomina también a las RR Lyrae "cefeidas de corto período" o "variables de cúmulo", por aparecer en gran cantidad en cualquier cúmulo globular.
La mayoría de estas estrellas pertenecen a la componente esférica de la Galaxia, aunque también están presentes (en ocasiones más de un centenar) en ciertos cúmulos globulares: sin embargo en otros, como en M13, apenas si se llegan a contar una decena sin que se sepa cuál es el motivo.
Las variables de tipo RR Lyrae se utilizan como indicadores de distancias: dado que todas las estrellas de este pertenecientes a un cúmulo globular están situadas en la rama horizontal del diagrama H-R se cree que todas ellas tienen la misma magnitud absoluta, de donde conociendo su magnitud aparente puede deducirse su distancia hasta el Sol.